# NGC 3142
NGC 3142 ist eine linsenförmige Galaxie vom Hubble-Typ SAB0 im Sternbild Sextant am Südsternhimmel. Sie ist schätzungsweise 234 Millionen Lichtjahre von der Milchstraße entfernt und hat einen Durchmesser von etwa 70.000 Lichtjahren. 
Das Objekt wurde am 5. Mai 1836 von John Herschel entdeckt.